# جو بولر
جو بولر (انگلیسی: John Bowler؛ زادهٔ ۱۹۵۲ میلادی) بازیگر اهل بریتانیا است.
از فیلم‌ها یا مجموعه‌های تلویزیونی که وی در آن‌ها نقش داشته‌است، می‌توان به پوآرو، تلفات، خیابان کورونیشن و ایست‌اندرز اشاره نمود.